# Gabriel Laiseca
Gabriel Laiseca Arteche (Las Arenas, Vizcaya, 28 de junio de 1936-13 de abril de 2025) fue un regatista de vela español.

## Carrera deportiva
Fue campeón del mundo de la clase Snipe en 1957, en Cascaes (Portugal), como tripulante de Juan Manuel Alonso-Allende. Fueron los primeros españoles en conseguirlo. 

## Juegos Olímpicos
- Roma 1960, puesto 11 en la clase Flying Dutchman.[3][4]